# Phước Năng
Phước Năng là một xã thuộc huyện Phước Sơn, tỉnh Quảng Nam, Việt Nam.
Xã Phước Năng có diện tích 74,05 km², dân số năm 2019 là 2.345 người, mật độ dân số đạt 32 người/km².